# Helltaker
Helltaker es un juego de aventuras y misterio indie gratuito con elementos de simulación de citas diseñado por el desarrollador polaco Łukasz Piskorz, también conocido como Vanripper. Fue lanzado en mayo de 2020 para Microsoft Windows, macOS y Linux, y se describe como: "un juego corto sobre chicas demoníacas elegantemente vestidas".

## Argumento
La trama sigue a un hombre llamado Helltaker, que tiene un sueño en el que tiene un harem de chicas demonios. Al despertar, decide viajar al infierno para hacer realidad su sueño. Él convence a las chicas de que se unan a él durante los eventos del juego, y después de tener éxito, aunque se dice que su tiempo con ellas será corto y doloroso, decide que todavía lo disfruta.

## Jugabilidad
El jugador pasa por una serie de etapas de rompecabezas con el objetivo final de llegar a una chica demonio, responder a su pregunta de manera apropiada e incorporarla al harén de demonios del jugador. Cada etapa del rompecabezas implica empujar piedras y soldados esqueléticos alrededor de una cuadrícula bidimensional de arriba hacia abajo similar a Sokoban mientras se mantiene dentro de un límite de turno establecido, al mismo tiempo que evita las trampas de púas y recolecta elementos clave. Después de alcanzar la meta, la chica demonio para esa etapa en particular hará una pregunta en la que el jugador debe inferir la respuesta correcta en función de su personalidad, y una respuesta incorrecta puede resultar en un mal final como la muerte, llevando al jugador de regreso a la comienzo de la etapa.
El nivel de jefe final (con el demonio Judgement, el Fiscal Supremo) incluye mecánicas escalonadas parecidas a un infierno de balas con cadenas en la pantalla.

## Desarrollo
Łukasz Piskorz, conocido en Twitter como Vanripper, desarrolló la totalidad del juego por sí mismo durante un período estimado de un año y fue el director artístico del juego. Según Piskorz, Helltaker recuerda un poco a la serie de videojuegos Leisure Suit Larry, ya que los personajes principales de ambos juegos tienen características que recuerdan entre sí.
El juego se puede jugar gratis, y un libro de arte y la receta de los panqueques que aparecen en el juego se venden por separado.
Aunque el videojuego solo está disponible oficialmente en inglés, Piskorz ha apoyado las traducciones realizadas por la comunidad, explicando cómo hacerlas y haciendo una en polaco él mismo.
Se agregó un capítulo adicional al juego el 11 de mayo de 2021 en celebración del primer aniversario del juego.